# Oberonia rhizomatosa
Oberonia rhizomatosa är en orkidéart som beskrevs av Johannes Jacobus Smith. Oberonia rhizomatosa ingår i släktet Oberonia och familjen orkidéer. Inga underarter finns listade i Catalogue of Life.